# 伊佐比利內
45°22′N 41°43′E / 45.367°N 41.717°E
伊佐比利內（俄语：Изоби́льный）是俄羅斯斯塔夫羅波爾邊疆區西部的一個城市，位於區府斯塔夫羅波爾西北54公里。2002年人口39,826人。
1895年建立。1965年建市。